# Ilex guianensis
Espèce
Classification phylogénétique
Statut de conservation UICN

 LC  : Préoccupation mineure
Synonymes
Selon Tropicos (21 février 2022) :
- Ilex acuminata Willd.
- Ilex bumelioides Kunth
- Ilex celastroides Klotzsch ex Garcke
- Ilex cumanensis Turcz.
- Ilex gentlei Lundell
- Ilex macoucoua Pers.
- Ilex occidentalis Macfad.
- Ilex panamensis Standl.
- Macoucoua guianensis Aubl. - Basionyme

Selon GBIF (21 février 2022) :
- Ageria acuminata (Willd.) Raf.
- Ilex acuminata Willd.
- Ilex bumelioides Kunth
- Ilex celastroides Klotzsch
- Ilex celastroides Klotzsch ex Garcke
- Ilex cumanensis Turcz.
- Ilex cumaneuris Turcz.
- Ilex gentlei Lundell
- Ilex guianensis var. cuencensis Loes.
- Ilex guianensis var. elliptica Amshoff, 1951
- Ilex guianensis var. guianensis
- Ilex guianensis var. macoucoua (Pers.) Loes.
- Ilex macoucoua Pers.
- Ilex panamensis Standl.
- Ilex pseudomacoucoua Loes.
- Macoucoua guianensis Aubl. - Basionyme

Ilex guianensis est une espèce d'arbuste néotropical appartenant au genre Ilex (genre du houx) et à la famille des Aquifoliaceae.
Au Suriname, on le nomme Sckrepatoe-wiwirie (Sranan tongo), Wajam moesesamoer (Karib).
Au Venezuela, on l'appelle Oji-o-botoli (Warao).

## Description
Ilex guianensis est un petit arbre ou un arbuste atteignant 6-10 (20) m de haut.
Les tiges sont grisâtres, striées, pubérulentes dans leur partie supérieure.
La feuille est glabre, à marge entière, coriaces, dépourvue de ponctuation, de forme généralement arrondie ou obtuse, étroite obovale ou elliptique-obovale (plus larges dans la moitié supérieure), à l'apex rarement émarginées, et à base cunéiforme ou aiguë.
Le limbe mesure 3,5-13 × 2-3,5(-4,8) cm.
Le pétiole est rétréci, long d'environ 5 mm.
La nervure médiane est plus ou moins imprimée sur le dessus, et plus profondément en dessous.
On compte environ 10 paires de nervures secondaires, plus ou moins imprimées au-dessus (après séchage), et plus marquées en dessous.
Les inflorescences axillaires et latérales, sont fasciculées, dichotomiques, peu fleuries (1 fleur solitaire pour l'inflorescence femelle, environ 3-5(7) fleurs pour l'inflorescence mâle), minutieusement pubérulentes, avec des pédicelles courts d'environ 2 mm.
Les fleurs, de couleur blanche sont à symétrie 4 ou 5.
Les jeunes fleurs mâles ont leur pédoncules longs jusqu'à 1 cm, le calice à 5 lobes obtus au-delà du milieu, les pétales longs de 1,5-2 mm, les étamines aussi longues que les pétales (ou plus courtes).
Les fleurs femelles ont un pédoncules longs d'environ 0,5 cm, le calice à 5 lobes échancrés jusqu'au milieu, les pétales presque libres, longs de 2 à 25 mm, les staminodes plus courtes que les pétales, et l'ovaire sub-globuleux, le stigmate sessile en forme de disque.
Le fruit est une baie de forme ellipsoïde ou sub-globuleuse, mesurant 4-6 mm de diamètre, et de couleur verte au rouge ou noire.
Le pyrènes est trigone, lisse, long de près de 5 mm,.

## Répartition
Ilex guianensis est présent dans les zones côtières en Amérique centrale (depuis le Mexique?), en passant par les Grandes Antilles (Porto Rico, Hispaniola), jusqu'à la Colombie, Trinidad, le Venezuela, le Guyana, le Suriname et la Guyane,.

## Écologie
Ilex guianensis pousse au Venezuela dans les bosquets d'arbustes sur sable blanc, les forêts-galeries, les berges des plans d'eau, les peuplements de palmiers-bâche, les forêts mixtes à feuillage persistant et les forêts de plaine ou sub-montagnardes autour de 50-1 300 m d'altitude.
Ilex guianensis fait partie des végétations tourbeuses au Panama.

## Utilisation
Ilex guianensis est une plante mellifère.
Ilex guianensis contient des flavonoïdes aglycones.

## Protologue

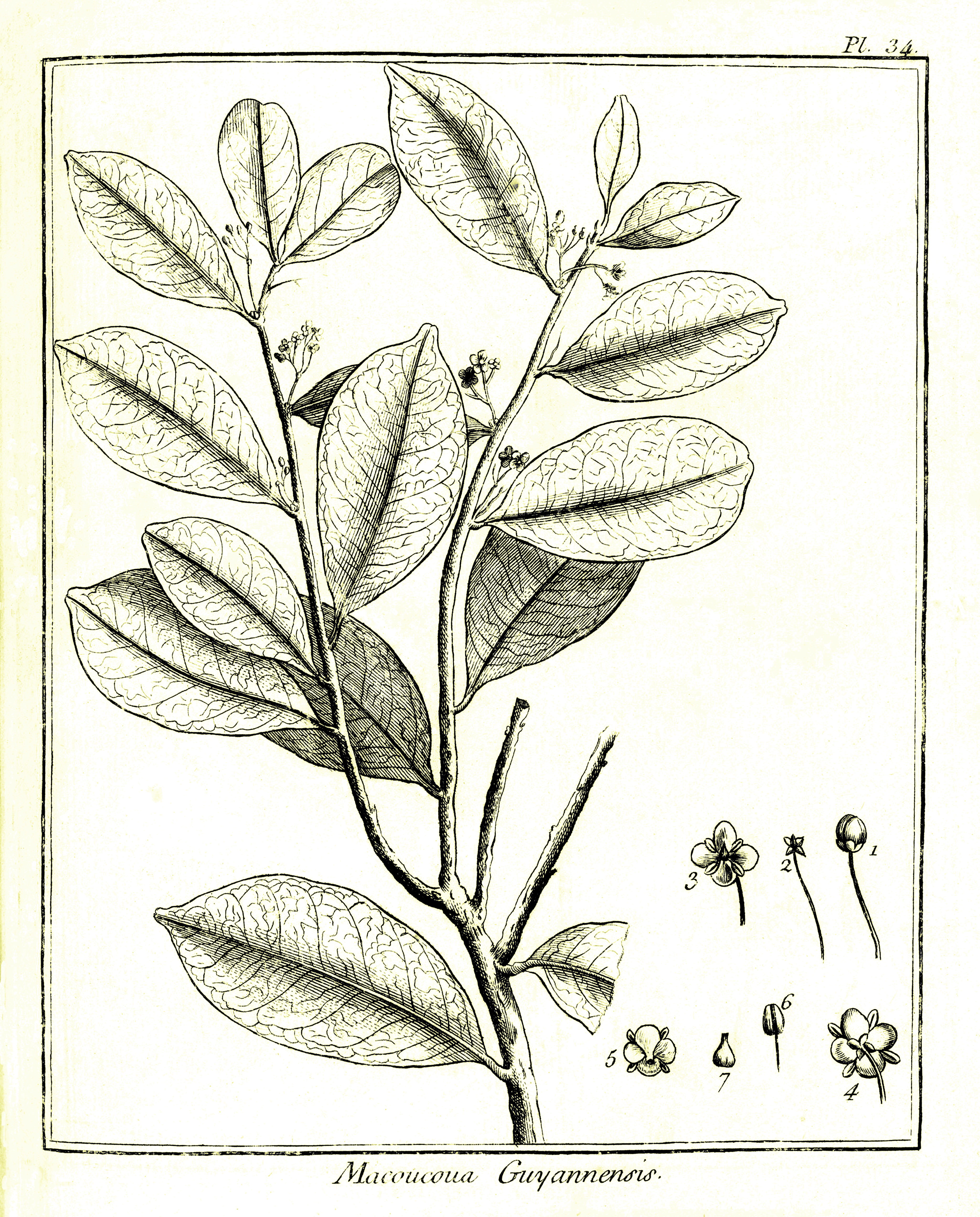
Ilex guianensis : Planche 34 par Aublet (1775)
On a repréſenté le calice dans ſon état naturel. Toutes les autres parties ſont beaucoup augmentées de grandeur. - 1. Bouton de fleur. - 2. Calice. Piſtil. - 3. Fleur vue en deſſus. - 4. Fleur vue en deſſous. - 5. Corolle vue en deſſous. - 6. Étamine. - 7. Ovaire. Stigmate.

En 1775, le botaniste Aublet propose le protologue suivant :
« MACOUCOUA guianenſis. (Tabula 34.)
Arbor trunco trigirita vel quadraginta-pedali, in flimmitare ramoſo ; ramis hínc & inde ſparſis. Flores corymboſi, axillares, pedunculate pedunculo communi è ſinu duarum ſquammarum exeunte.
Florebat Februario.
Nomen Caribæum MACOUCOU.
Habitat in ſylvis Caïennæ & Guianæ.
LE MACOUCOU de la Guiane. (PLANCHE 34.)
Le tronc de cet arbre s'élève a trente ou quarante pieds, ſur un pied & demi de diamètre. Son écorce eſt épaiſſe, dure, caſſante, & blanchâtre extérieurement. Il pouſſe à ſon ſommet, des branches rameuſes, chargées de feuilles alternes, preſque ſeſſiles, vertes, liſſes, fermes, épaiſſes, ovales, Tantôt obtuſes, & quelquefois terminées par une pointe mouſſe. Les plus grandes ont deux pouces de longueur ſur un pouce & demi de largeur.
Les fleurs ſont très petites. Elles naiſſent a l'aiſſelle des feuilles, par petits bouquets ; elles ſont portées ſur un pédoncule branchu, grêle, garni à ſa baſe de deux petites écailles.
Le calice eſt d'une ſeule pièce, & diviſé profondément en quatre parties aiguës. La corolle eſt blanche, monopétale ; ſon tube eſt très court, attache au fond du calice, autour de l'ovaire : ſon limbe eſt partage en quatre lobes arrondis. Les étamines ſont au nombre de quatre, placées entre les diviſions de la corolle : leur filet eſt blanc. L'anthère eſt jaune, à deux bourſes ſéparées par un ſillon.
Le piſtil eſt un ovaire arrondi, ſurmonté d'un stigmate obtus. Je n'ai pas vu cet ovaire en maturité, & ſa petiteſſe m'a empêché de pouvoir connoitre ſa ſtructure interne.
On a repréſenté le calice dans ſon état naturel. Toutes les autres parties ſont beaucoup augmentées de grandeur.
J'ai trouvé cet arbre dans les forces qui aboutiſſent à la rivière de Sinémari, à vingt lieues au deſſus de ſon embouchure. Je l'ai auſſi obſervé dans l'île de Caïenne. Il croit en fleur dans le mois de Février.

II eſt nommé MACOUCOU par les Galibis qui emploient ſon écorce pour cuire leurs poteries. »
— Fusée-Aublet, 1775.